# Obrium helvolum
Obrium helvolum es una especie de escarabajo longicornio del género Obrium, categorizada en la tribu Obriini, de la subfamilia Cerambycinae. Fue descrita por Holzschuh en 2008.

## Descripción
Mide 3,7-3,8 mm de longitud.

## Distribución
Se distribuye por Laos.